# گلینا
گْلینا (به کرواتی: Glina, Croatia) شهری در ایالت سیساک-مسلاوینا در کشور کرواسی است که جمعیت آن در سال ۲۰۱۱ میلادی ۹٬۴۶۸ نفر بوده‌است.